# نعیم گارسیا
نعیم گارسیا (انگلیسی: Naim García؛ زادهٔ ۱۱ ژوئن ۲۰۰۲) بازیکن فوتبال اهل اسپانیا است که در حال حاضر برای باشگاه فوتبال بارسلونا اتلتیک بازی می‌کند.
از باشگاه‌هایی که در آن بازی کرده‌است می‌توان به باشگاه فوتبال لگانس اشاره کرد.

## دوران باشگاهی
گارسیا در مادرید به دنیا آمد و در سال ۲۰۱۲ از کولمنار د اورخا به باشگاه فوتبال رئال مادرید پیوست. در سال ۲۰۱۶ از باشگاه جدا شد و با باشگاه فوتبال لگانس قرارداد بست.
در ۷ مارس ۲۰۱۹، گارسیا اولین قرارداد حرفه ای خود را با لگانس امضا کرد. در ۱۴ اوت ۲۰۲۱، حتی قبل از اینکه برای ذخیره‌ها ظاهر شود، اولین بازی حرفه‌ای خود را با شروع یک باخت خارج از خانه ۰–۱ سگوندا دیویسیون مقابل باشگاه فوتبال رئال سوسیداد بی انجام داد.
در ۷ دسامبر ۲۰۲۱، پس از حضور در تیم اصلی، گارسیا قرارداد خود را با لگانس تا سال ۲۰۲۷ تمدید کرد. او اولین گل حرفه ای خود را در ۲۱ مه بعد به ثمر رساند و سومین گل تیمش را در پیروزی ۳–۰ خارج از خانه مقابل پونفرادینا به ثمر رساند.
در ۳۱ ژانویه ۲۰۲۳، گارسیا برای باقی مانده فصل به پونفرادینا قرض داده شد. او در ژوئیه بازگشت، اما قبل از انتقال قرضی به باشگاه فوتبال بارسلونا اتلتیک در لیگ برتر در ۲۶ ژانویه ۲۰۲۴ به ندرت بازی کرد.